# Luceria nigerrimalis
Luceria nigerrimalis là một loài bướm đêm trong họ Erebidae.